# Heinrich Große-Sender
Heinrich Große-Sender war von 1983 bis Juli 1999 Landtagsdirektor des nordrhein-westfälischen Landtags.
Am 1. Juli 1983 wurde Große-Sender als Nachfolger von Heinrich Brentrup Landtagsdirektor. Er wurde nach 16 Jahren am 12. Juli 1999 wegen fehlender Vertrauensbasis von Landtagspräsident Ulrich Schmidt vorzeitig in den einstweiligen Ruhestand versetzt. Er war damit der erste NRW-Landtagsdirektor der vorzeitig aus dem Amt schied. Vorher hatte Große-Sender vor dem Verfassungsgerichtshof für das Land Nordrhein-Westfalen bei einer mündlichen Verhandlung einer Organklage der nordrhein-westfälischen Kleinparteien ÖDP und PDS gegen das Kommunalwahlrecht und auf Aufhebung der Fünf-Prozent-Klausel ein Niederlage erlitten und dabei unglücklich agiert. Große-Sender legte gegen die Zurruhesetzung Rechtsmittel ein. In der ersten Instanz vor dem Verwaltungsgericht Düsseldorf hatte recht bekommen und  die Zurruhesetzung wurde aufgehoben. Das Oberverwaltungsgericht entschied 2003 in der Berufung des Landes, dass die Versetzung Große-Senders in den einstweiligen Ruhestand rechtmäßig war.
Anschließend war Große-Sender noch als Amtsleiter bei der Stadt Köln angestellt und als Honorarkonsul der Mongolei tätig.
Für seine Verdienste um die mongolische Demokratie verlieh ihm die Mongolei 2023 den Staatsorden Polarstern. Er wurde ihn vom Botschafter Birvaa Mandakhbile im Düsseldorfer Landtag überreicht. Schon als Landtagsdirektor hatte Große-Sender das mongolische Parlament nach der Mongolischen Revolution in verwaltungsorganisatorischen Fragen beraten.